# Ib Larsen
Pour les articles homonymes, voir Larsen.
Ib Ivan Larsen, né le 1er avril 1945 à Kongens Lyngby, est un rameur d'aviron danois. 

## Carrière
Ib Larsen participe aux Jeux olympiques d'été de 1968 à Mexico et remporte la médaille de bronze en deux sans barreur avec ses coéquipiers Peter Christiansen.